# Karate
Karate (空手 (Không Thủ)) hay Karate-dō (空手道  (Không Thủ Đạo)) là một môn võ thuật truyền thống của vùng Okinawa (Nhật Bản). Karate có tiếng là nghệ thuật chiến đấu với các đòn đặc trưng như đấm, đá, cú đánh cùi chỏ, đầu gối và các kỹ thuật đánh bằng bàn tay mở. Trong Karate còn có các kỹ thuật đấm móc, các kỹ thuật đấm đá liên hoàn, các đòn khóa, chặn, né, quật ngã và những miếng đánh vào chỗ hiểm. Để tăng sức cho các động tác tấn đỡ, Karate sử dụng kỹ thuật xoay hông hay kỹ thuật kime, để tập trung lực năng lượng toàn cơ thể vào thời điểm tác động của cú đánh.

## Xuất xứ tên gọi "Karate"
Trước đây, khi mới chỉ giới hạn ở Okinawa, môn võ này được gọi là Totei theo ngôn ngữ ở đây, và được viết là 唐手 (tōsho, Đường thủ, tức các môn võ thuật có gốc từ Trung Hoa). Vào thời kỳ Minh Trị, môn võ này bắt đầu được truyền vào lãnh thổ chính của Nhật Bản, thì chữ 唐手 được phát âm theo tiếng Nhật là Karate và giữ nguyên cách viết này. Tuy nhiên, do 唐手 thường bị hiểu không đúng là "võ Trung Quốc", cộng thêm việc môn võ này thường chỉ dùng tay không để chiến đấu, nên người Nhật bắt đầu từ thay thế chữ 唐 bằng một chữ khác có cùng cách phát âm và mang nghĩa "KHÔNG", đó là 空. Tên gọi Karate và cách viết 空手 bắt đầu như vậy từ thập niên 1960. Giống như nhiều môn khác ở Nhật Bản (Trà đạo, Thư đạo, Cung đạo, Kiếm đạo, Côn đạo, Hoa đạo...), Karate được gắn thêm vĩ tố "đạo" (道), phát âm trong tiếng Nhật là "do". Vì thế, có tên Karate-do. Đa phần người tập Karate đều hướng tới chữ "do" này muốn học trò của mình có đạo đức nhân cách.

## Lịch sử hình thành

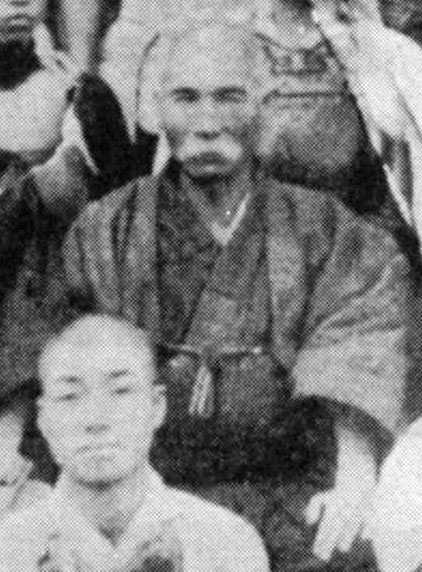
Itosu Anko, cha đẻ của Karate hiện đại

Những nghiên cứu gần đây cho thấy Karate được phát triển trên cơ sở tổng hợp các phương thức chiến đấu của người Ryukyu với các môn võ thuật ở phía Nam Trung Quốc nhằm chống lại ách đô hộ hà khắc mà giới cai trị Nhật Bản áp đặt lên dân bản xứ bấy giờ. Tuy nhiên, xuất xứ chính xác của môn võ này còn chưa được xác định, bởi không tìm được thư tịch cổ nào của Vương quốc Lưu Cầu xưa ghi chép về môn võ này. Người ta chỉ có thể đưa ra được những giả thiết về nguồn gốc của Karate.
- Xuất phát từ các điệu múa vùng nông thôn Lưu Cầu, một môn võ (người Ryukyu gọi là dei và viết bằng chữ Thủ 手) hình thành và phát triển thành Todei (唐手). Đây là giả thiết do Azato Anko đưa ra.
- Do tập đoàn người Hoa từ Phúc Kiến di cư sang Okinawa và định cư tại thôn Kuninda ở Naha và truyền các môn võ thuật Trung Quốc tới đây. Vì thế mà có tên gọi là tote (唐手) với chữ to (唐 - Đường) chỉ Trung Quốc, còn te (手 - Thủ) nghĩa là "võ", tức các môn võ thuật có gốc từ Trung Hoa.
- Theo con đường thương mại tới Okinawa. Vương quốc Lưu Cầu xưa có quan hệ thương mại rộng rãi với Trung Quốc và các quốc gia Đông Nam Á. Các môn võ thuật có thể từ các miền đất này theo các thuyền buôn và truyền tới Okinawa.
- Bắt nguồn từ môn vật của Okinawa có tên là shima.

### Du nhập Việt Nam
Võ sư Hồ Cẩm Ngạc là người Việt đầu tiên đem những phái võ Nhật Bản gồm có nhu đạo, Karate, kendo và aikido về Sài Gòn, Việt Nam năm 1947. Trong khi đó ở Huế có Suzuki Choji, một viên sĩ quan trong Quân đội Đế quốc Nhật Bản, sau Đệ nhị Thế chiến chọn ở lại Việt Nam, định cư ở Huế và mở võ đường, lúc đầu dạy Judo, đến năm 1963 thì chuyển sang dạy Karate. Địa điểm võ đường là số 8 đường Võ Tánh.

## Phương pháp luyện tập
Việc tập luyện Karate hiện đại được chia làm ba phần chính: kỹ thuật cơ bản ("Kihon" theo tiếng Nhật), Quyền ("Kata") và tập luyện giao đấu ("Kumite")
Kỹ thuật cơ bản (Kihon) (基本) được tập luyện từ các kỹ thuật cơ bản (kỹ thuật đấm, động tác chân, các thế tấn), thân pháp, nhãn pháp, hơi thở trong từng kĩ thuật của môn võ. Đây là thể hiện "mặt chung" của môn võ mà phần lớn mọi người thừa nhận, ví dụ những bước thực hành đòn đấm.
Kata (型) nghĩa là "bài quyền" hay "khuôn mẫu" "bài hình", tuy nhiên nó không phải là các động tác múa. Các bài kata chính là các bài mẫu vận động và chiêu thức thể hiện các nguyên lý chiến đấu trong thực tế. Kata có thể là chuỗi các hành động cố định hoặc di chuyển nhằm vào các kiểu tấn công và phòng thủ khác nhau. Mục đích của kata là hệ thống hóa lại các đòn thế cho dễ nhớ dễ thuộc và những bài kata đi từ dễ đến khó, từ đơn giản đến phức tạp tùy theo trình độ của môn sinh, mỗi hệ phái Karate-do lại có một kĩ thuật khác nhau vì thế mà trong luật thi đấu của liên đoàn Karate thế giới phải tuân theo kĩ thuật của 4 hệ phái lớn.

## Các lưu phái Karate
Karate có nhiều lưu phái. Giữa các lưu phái có sự khác nhau ít nhiều về bài quyền, phương pháp huấn luyện, quy cách thi đấu. Trước hết, Karate chia thành Karate truyền thống và Full Contact Karate.

### Karate truyền thống
Karate truyền thống theo nghĩa hẹp gồm các lưu phái tuân theo quy tắc sundome (寸止め). Quy tắc sundome tức là chấp hành cách đánh khi thi đấu phải giữ cự ly nhất định của đòn đánh vào đối phương hoặc giữ sức mạnh đòn đánh ở mức độ nhất định. Karate truyền thống theo nghĩa rộng chỉ tất cả các lưu phái, tổ chức tham gia Liên minh Karatedo Toàn Nhật Bản (trong nước Nhật) và Liên minh Karatedo Thế giới (quốc tế).
Karate truyền thống có một số đặc trưng sau:
- Coi trọng lễ tiết, triết học
- Các bài quyền (kata) theo lối cổ điển
- Phương pháp luyện tập sử dụng nhiều phương pháp từ xưa để lại
- Ít tổ chức thi đấu
- Sử dụng chế độ phong đẳng cấp dựa vào số lượng bài quyền và động tác cơ bản luyện tập được. Thời gian phong đẳng cấp khác nhau giữa các lưu phái, song nhìn chung đều lâu.

Karate truyền thống gồm các nhóm lưu phái sau:
- Karate cổ truyền: Đây là các lưu phái Karate không bị thể thao hóa hay hình thức hóa. Các lưu phái này coi trọng các kỹ thuật chiến đấu và luyện tập như nguồn gốc ở Okinawa. Đó là các hệ phái Kojou-ryū (hoặc Kogusuku-ryū theo phương ngôn Okinawa), Honbu-ryū, Shintō-ryū, v.v…
- Karate truyền thống theo nghĩa hẹp gồm các lưu phái đi theo dòng Karate thể thao hóa nhưng áp dụng quy tắc sundome, bao gồm bốn hệ phái chính là Gōjyu-ryū, Shōtōkan-ryū, Wadō-ryū, Shitō-ryū
- Karate Okinawa: Các lưu phái Karate có cơ sở chính ở Okinawa như Okinawa Gōjyu-ryū, Shōrin-ryū (Tiểu Lâm Lưu), Shōrin-ryū (Thiếu Lâm Lưu), Shōrinji-ryū (Thiếu Lâm Tự Lưu), Gensei-ryū, Hojo-ryū, Isshin-ryū, Makiwara, Ryu-te, Ryuei-ryū, Shuri-ryū, Shōei-ryū, v.v…

### Karate hiện đại
Chủ yếu phục vụ cho thi đấu thể thao gồm 2 phần Kata và Kumite. Về Kata(biểu diễn quyền) trong hơn 100 hệ phái của Karate thì có 8 bài quyền bắt buộc của 4 hệ phái chính được đưa vào sử dụng, đó là các hệ phái: GOJU-RYU, WADO-RYU, SHOTOKAN, SHITO-RYU.
Cụ thể 8 bài quyền bắt buộc của 4 hệ phái chính như sau:
Goju: (2 bài: Seipai và Saifa)
Shotokan: (2 bài: Jion và Kankudai)
Shito: (2 bài: Bassaidai và Seienchin)
Wado: (2 bài: Seishan và Chinto)
- Ngoài 8 bài quyền bắt buộc 4 hệ phái này còn có các bài quyền tự chọn như sau:

GOJU-RYU có 10 bài, WADO-RYU có 10 bài,SHOTOKAN 21 bài, SHITO-RYU 43 bài.

### Full Contact Karate
Full Contact Karate (romaji: Furu Kontakuto Karate) lại áp dụng quy tắc sử dụng đòn đánh trực tiếp vào đối phương khi thi đấu không hạn chế cường độ. Khi thi đấu có thể sử dụng hoặc không sử dụng các dụng cụ bảo vệ như mũ, áo giáp, găng tay, v.v… Tuy được phân biệt với Karate truyền thống ở chỗ sử dụng quy tắc trên, song chính quy tắc đánh trực tiếp vào người đối phương không hạn chế cường độ mới là quy tắc của Karate nguyên thủy ở Okinawa. Chính vì thế, lưu phái lớn nhất trong Full Contact Karate lấy tên là Kyokushin Karate (極真カラテ hay Cực chân Karate, Karate chính cống). Full Contact Karate phổ biến ở nước ngoài nhất là Mỹ hơn là ở Nhật Bản.
Thi nâng đẳng nâng đai trong Full Contact Karate ngoài dựa vào biểu diễn các bài kata còn dựa vào kết quả đấu kumite giữa những người cùng đăng ký thi lên đẳng.
Các Hệ phái Full Contact Karate chủ yếu là:
- Kyokushin Karate (bao gồm các phân phái nhỏ là Kyokushin Kaikan ở Nhật Bản, The World Oyama Karate Organization ở Mỹ, WKO Shinkyokushinkai, Seido Kaikan ở Nhật, Ashihara Kaikan với ảnh hưởng quan trọng tới huấn luyện võ thuật của quân đội và cảnh sát ở Nhật, v.v…). Ở phương Tây, Kyokushin Karate còn được gọi là Knock-down Karate. Các phái này cho đánh trực tiếp vào người đối phương khi thi đấu, nhưng không được đánh vào đầu.
- Các lưu phái cho phép đánh cả vào đầu đối phương khi thi đấu bao gồm ShinKarate, Zendokai, Daido Juku (hiện đã tách thành môn võ riêng tên Kudo) v.v…
- Ngoài ra còn có một số môn phái Karate ở Mỹ trong đó Karate Chuyên nghiệp Toàn Mỹ mà thực chất là Karate kết hợp với các môn boxing, kickboxing nên có khi gọi là Karate tổng hợp.

## Đẳng cấp, màu đai và danh hiệu
Chế độ đẳng cấp và màu đai của Karate là học từ Judo và bắt đầu thi hành từ năm 1924.
Ban đầu chỉ có đai đen (huyền đai) và đai trắng. Đai đen dành cho những người đã có qua quá trình luyện tập, còn đai trắng dành cho người mới bắt đầu. Giữa đai trắng và đai đen có từ 1 đến 3 đai nữa tùy theo từng lưu phái. Hay dùng nhất là đai màu xanh lá cây (màu trà Nhật). Ngoài ra tùy lưu phái có thể có đai vàng, đai đỏ, đai nâu, đai tím, v.v
… Trong đai đen lại có khoảng 10 đẳng, thấp nhất là nhất đẳng (nhất đẳng huyền đai). Những người đạt đến trình độ ngũ đẳng huyền đai đến lục đẳng huyền đai được gọi là renshi (錬士) ngũ đẳng và renshi lục đẳng, từ thất đẳng huyền đai đến bát đẳng huyền đai được gọi là kyoshi (教士) hoặc tatsushi (達士), từ cửu đẳng huyền đai trở lên gọi là hanshi (範士). Cũng có lưu phái không sử dụng các danh hiệu này.

## Trang phục

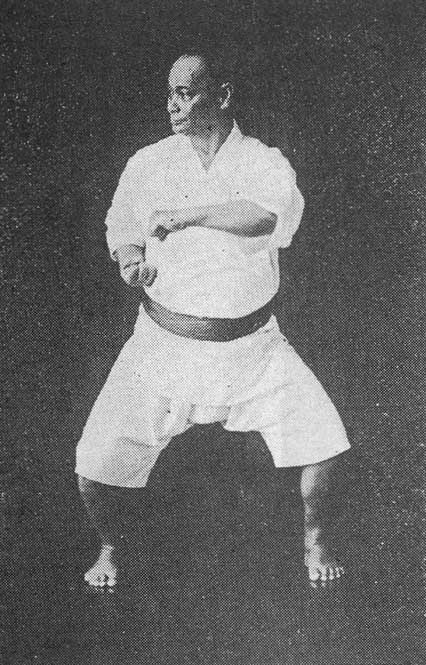
Trang phục Karate của một võ sinh với bài quyền kata

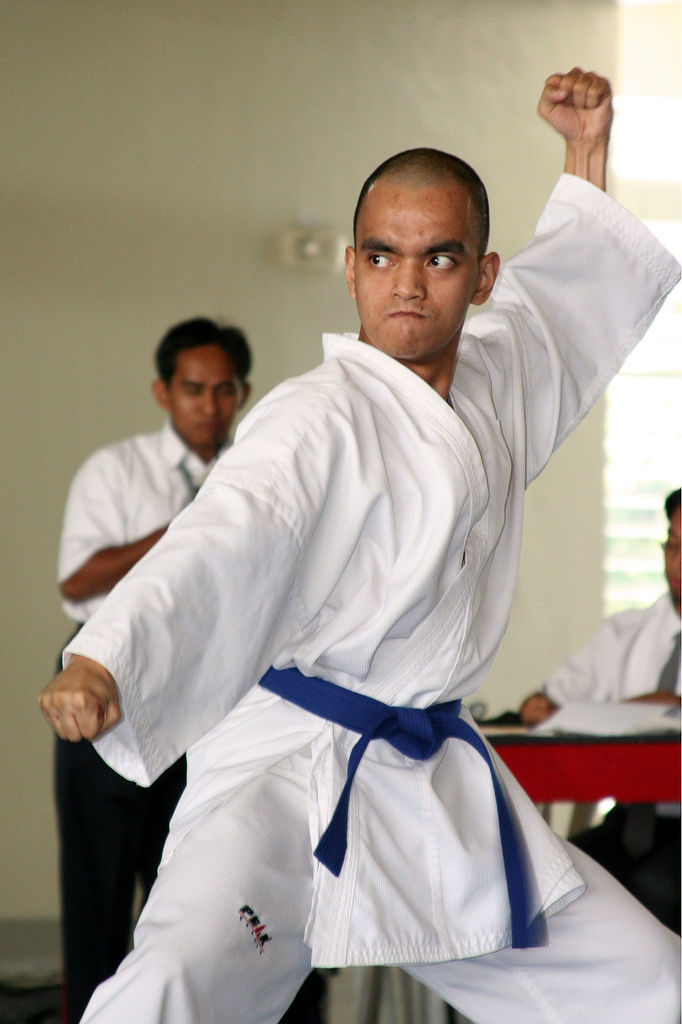
Trang phục của một võ sĩ Karate ngày nay.

Nguyên thủy, người luyện tập và đấu Karate để mình trần và mặc khố fundoshi. Ngày nay, người luyện tập Karate mặc áo màu trắng là học theo áo của môn Judo. Karate truyền thống thường mặc áo mà tay áo dài đến cổ tay, ống quần cũng dài đến cổ chân. Trong khi đó, Full Contact Karate mặc áo quần có ống tay áo ngắn hơn và ống quần dài hơn.

## Thay đổi trong phương pháp huấn luyện

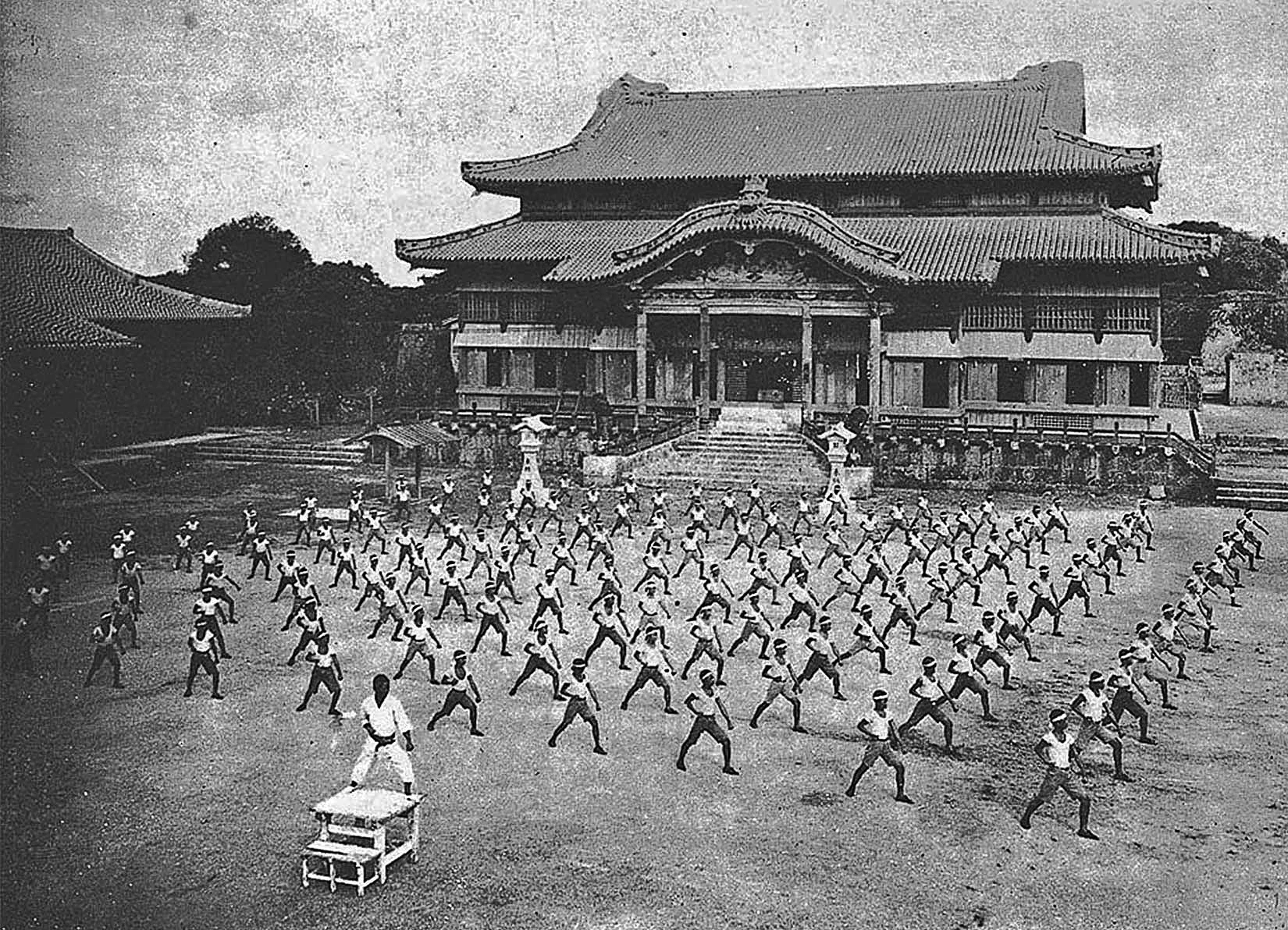
Cảnh huấn luyện Karate trong thành Shuri ở Naha.

Khác với các môn võ khác của Nhật Bản được truyền thụ bằng tài liệu, Karate vốn được truyền thụ bằng miệng (khẩu truyền) và biểu diễn mẫu. Tuy nhiên, từ thời kỳ Taisho các cao thủ Karate ở Okinawa thành lập Câu lạc bộ Đường thủ Karate để cùng nhau nghiên cứu, trao đổi về Karate, thì bắt đầu xuất hiện các tài liệu hướng dẫn tập luyện Karate.

## Các điều luật lệ
Theo tiếng Nhật gọi là Dojo kun, là một bộ các điều được đưa ra để các võ sinh Karate tuân theo. Những điều lệ này được áp dụng trong dojo hay còn gọi là phòng tập và trong cả cuộc sống đời thường.

### Năm điều huấn thị của võ sư Funakoshi
Võ sư Funakoshi Gichin (tiếng Nhật: 船越 義珍) (1868-1957) đưa ra năm điều huấn thị đối với người luyện Karate chi phái Shotokan để rèn luyện đạo đức.
1. Nỗ lực hoàn thiện nhân cách, tiếng Nhật: ―、人格完成に努ろこと, phiên âm: Hitotsu, jinkaku kansei ni tsutomuru koto.
2. Luôn luôn chân thành, tiếng Nhật: ―、誠の道を守ること, phiên âm: Hitotsu, makoto no michi wo mamoru koto.
3. Nuôi dưỡng tinh thần nỗ lực, tiếng Nhật: ―、努力の精神を養うこと, phiên âm: Hitotsu, doryoku no seishin wo yashinau koto.
4. Trọng lễ nghĩa, tiếng Nhật: ―、礼儀を重んずること, phiên âm: Hitotsu, reigi wo omonzuru koto.
5. Kiềm chế các hành vi nóng nảy, tiếng Nhật: ―、血気の勇を戒むる, phiên âm: Hitotsu, kekki no yu ｗo imashimuru koto.

### Hai mươi điều về Karate của sư tổ Funakoshi
1. Đừng quên Karate bắt đầu bằng Lễ, kết thúc cũng bằng Lễ.
2. Karate không nên ra đòn trước.
3. Karate phải giữ nghĩa.
4. Trước tiên phải biết mình rồi mới đến biết người.
5. Kỹ thuật không bằng tâm thuật.
6. Cần để tâm thoải mái.
7. Khinh suất tất gặp rắc rối.
8. Đừng chỉ có lúc nào ở võ đường mới nghĩ về Karate.
9. Rèn luyện Karate cả đời không nghỉ.
10. Biến mọi thứ thành Karate, như thế sẽ nắm được sự tuyệt vời của nó.
11. Karate giống như nước nóng, nếu ngừng hâm nóng thì sẽ nguội lạnh.
12. Đừng nghĩ thắng, hãy nghĩ đừng bại.
13. Chuyển hóa bản thân tùy theo đối phương.
14. Kết quả cuộc đấu phụ thuộc vào khả năng kiểm soát.
15. Hãy nghĩ chân tay người cũng là kiếm.
16. Hễ ra khỏi nhà là có cả triệu địch thủ.
17. Người mới tập có thể còn gượng gạo, nhưng về sau phải thật tự nhiên.
18. Phải tập kata thật chuẩn, nhưng nhớ là thực chiến sẽ khác đi.
19. Nhớ kiểm soát độ mạnh yếu của lực, độ linh hoạt của cơ thể, độ nhanh chậm của đòn thế.
20. Luôn chín chắn khi dùng võ.